# Luigi Borrelli
Luigi Borrelli er et italiensk luksus herretøjsmærke fra Napoli. Luigi Borrelli grundlagde firmaet i 1957 efter at have lært skrædderkunst af sin mor, Anna Borrelli.
Selskabet har to flagskibsbutikker i hhv.:
- Forte dei Marmi, Italien
- Minato-ku Tokyo